# Număr centrat decagonal

Un număr centrat decagonal este un număr figurativ centrat care reprezintă un decagon cu un punct în centru și toate celelalte puncte care înconjoară centrul în straturi decagonale succesive. Numărul centrat decagonal pentru n este dat de formula
{\displaystyle 5n^{2}+5n+1\,}
Primele numere centrate decagonale sunt:
1, 11, 31, 61, 101, 151, 211, 281, 361, 451, 551, 661, 781, 911, 1051, ... 
La fel ca orice alt număr k-gonal centrat, al n-lea număr centrat decagonal poate fi calculat prin înmulțirea al celui de-al (n - 1)-lea număr triunghiular  cu k, 10 în acest caz, apoi adunând cu 1. Ca o consecință a efectuării calculului în baza 10, numerele centrate decagonale pot fi obținute prin simpla adăugare a cifrei 1 la dreapta fiecărui număr triunghiular. Prin urmare, toate numerele centrate decagonale sunt impare, iar în baza 10 se termină întotdeauna cu 1.
Astfel, la șirul numerelor triunghiulare  1, 3, 6, 10, 15, 21, 28, 36, 45, 55 se adaugă cifra 1 și se obține șirul numerelor centrate decagonale.